# Теннисный корт

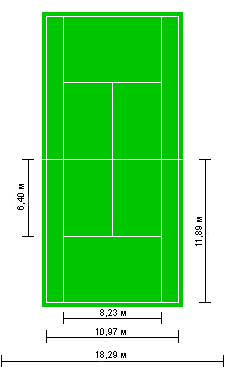
Размеры теннисного корта в метрах.

## Параметры
Длина корта — 26 ярдов (23,77 м), ширина — 9 ярдов (8,23 м) (для одиночной игры) или 12 ярдов (10,97 м) для парной игры.
Линии вдоль коротких сторон корта называются задние линии, вдоль длинных сторон — боковые линии. За границами разметки — дополнительное пространство для перемещения игроков.
Посередине корта натянута сетка, которая проходит по всей ширине, параллельно задним линиям, и разделяет корт на две равные половины. Стойки сетки располагаются за боковыми линиями, на расстоянии 1 ярд (914 мм). Высота сетки у стоек — 1 ярд 6 дюймов (1,07 м), в середине, где она прикрепляется к поверхности корта — 1 ярд (914 мм). Верхний кант сетки выделен белой полосой.
На корте также обозначаются зоны подачи при помощи линий подачи, параллельных задним линиям и сетке, расположенных на расстоянии 7 ярдов (6,40 м) от сетки и проведённых только между боковыми линиями для одиночной игры, а также центральной линии подачи, проведённой посередине корта параллельно боковым линиям и между линиями подачи. Центральная линия подачи отображается также на сетке при помощи вертикальной белой полосы, натянутой от поверхности корта до верхнего края сетки.
На задних линиях наносится короткая отметка, обозначающая их середину.
Все нанесённые на площадке линии являются частью корта. Мяч, попавший на линию или едва задевший её, тоже засчитывается. Таким образом, внешние края линий являются границей корта.
Когда в 1873 году правила игры в лаун-теннис были запатентованы майором Уингфилдом, корт имел форму песочных часов, сужаясь к середине, высота сетки была 5 футов, а вдоль сторон корта от основной сетки отходили боковые. Форма корта была изменена на прямоугольную в 1877 году, а высота сетки и расстояние от линии подачи до сетки были окончательно установлены в 1882 году.

## Покрытие

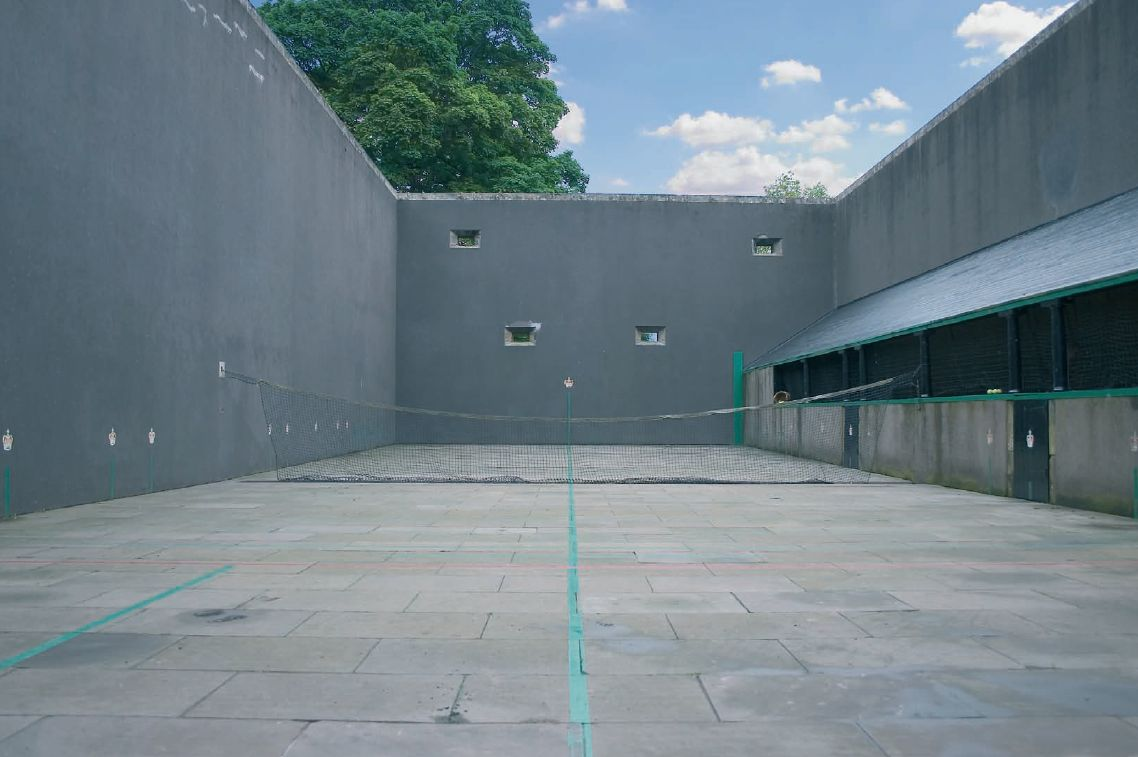
Зал Фолклендского дворца для игры в реал-теннис (1539) до сих пор используется спортсменами. Зал в Хэмптон-корте ещё старше, однако там в настоящее время расположен музей.

Существуют различные виды покрытий теннисных кортов, каждый из которых имеет свои особенности, влияющие на стиль игры: травяные, грунтовые, хард (корты с твёрдым покрытием), ковровые, бетонные, паркетные, асфальтные, деревянные, резиновые . Тип покрытия влияет на отскок мяча, и стратегии игры на кортах с разными покрытиями могут кардинально отличаться. Среди профессиональных теннисистов в настоящее время существует много спортсменов, которые показывают свою лучшую игру только на определённых видах покрытий, довольствуясь при этом весьма скромными результатами на других.

### Травяные корты

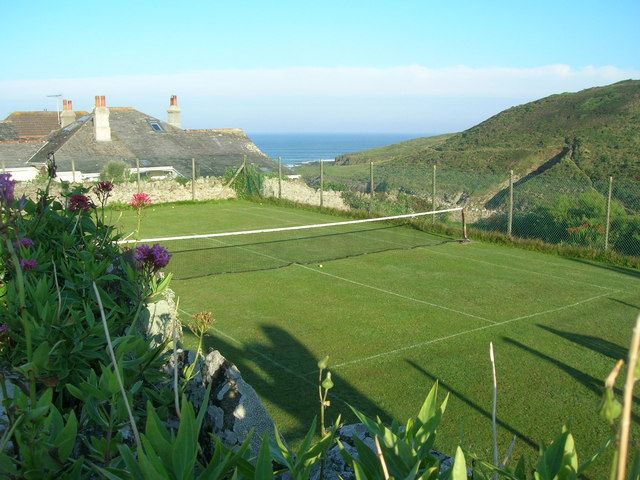
Травяной корт

Травяные корты использовались для игры первыми. Название лаун-теннис происходит от английского слова lawn, «газон, лужайка». Такие корты отличаются тем, что их характеристики могут меняться в зависимости от состояния травы. В целом, для них характерен низкий и самый быстрый отскок мяча из всех типов кортов. Кроме того, игра осложняется дополнительными неровностями почвы. Традиционно, при игре на травяных кортах преимуществом является сильная подача и игра в стиле serve and volley (подача мяча, за которой следует быстрый выход игрока к сетке).
На травяных кортах проводится, в числе прочих, Уимблдонский турнир. Наиболее сильными игроками на кортах такого типа традиционно считаются теннисисты из Австралии, Великобритании.

### Грунтовые корты

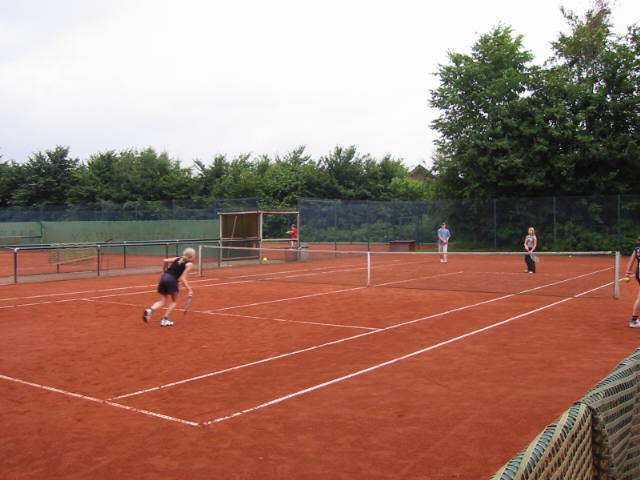
Грунтовый корт

Для покрытия грунтовых кортов используются смеси из глины, песка, дроблёного кирпича или камня, нередко, с добавлением резиновой и пластмассовой крошки. Обычный цвет грунтовых кортов — красно-коричневый или темно-зелёный.
Грунтовые корты считаются самыми медленными, с высоким отскоком мяча. Соответственно, и темп игры на них самый медленный, с длинными розыгрышами. Теннисисты используют скольжение при передвижении по корту и в момент выполнения ударов.
На грунтовых кортах проводится Открытый чемпионат Франции. Наиболее успешными игроками на таких кортах традиционно являются теннисисты из Испании, Франции и Южной Америки.

### Корты с твёрдым покрытием (хард)

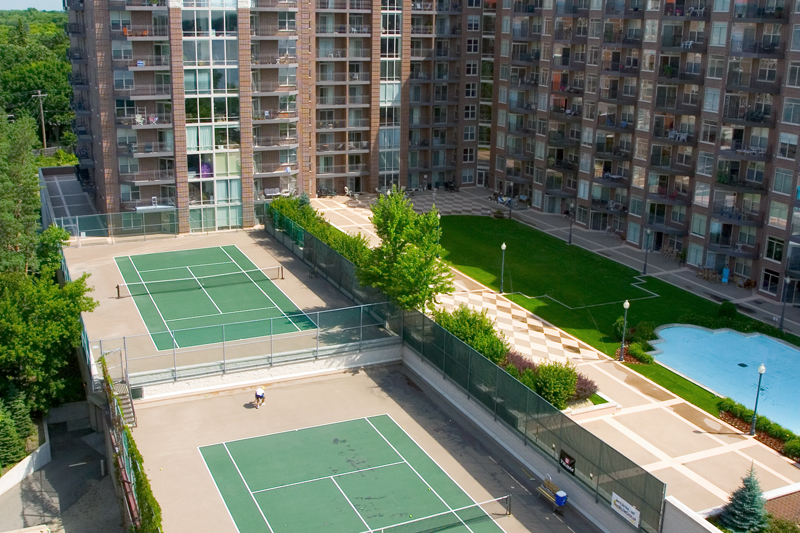
Корт с покрытием «хард»

Корты с твёрдым покрытием — быстрые, но скорость отскока мяча на них ниже, чем на травяных кортах. В основе их может быть бетон или асфальт, которые покрываются сверху синтетическим слоем, придающим поверхности цвет, а также некоторые характеристики отскоку мяча. Отскок также может несколько варьировать по скорости и высоте на разных типах твёрдого покрытия. Некоторые варианты покрытий получили свои собственные названия, например: Plexipave, Rebound Ace, DecoTurf, TeraFlex, AC Play (Россия).
На кортах с твёрдым покрытием проводятся Открытый чемпионат Австралии (покрытие Plexicushion) и Открытый чемпионат США (покрытие DecoTurf), хотя, изначально, оба они проводились на травяных кортах.
Подобные покрытия называются «хард» (от английского hard — твёрдый(-ое)). Материалами покрытия служат разные составы акриловых смол или полиуретанов. Всего покрытие может насчитывать от 3 до 12 слоев, выполняющих различные функции: выравнивания основания, смягчения ударов, разных финишных цветовых слоев.

### Корты с ковровым покрытием

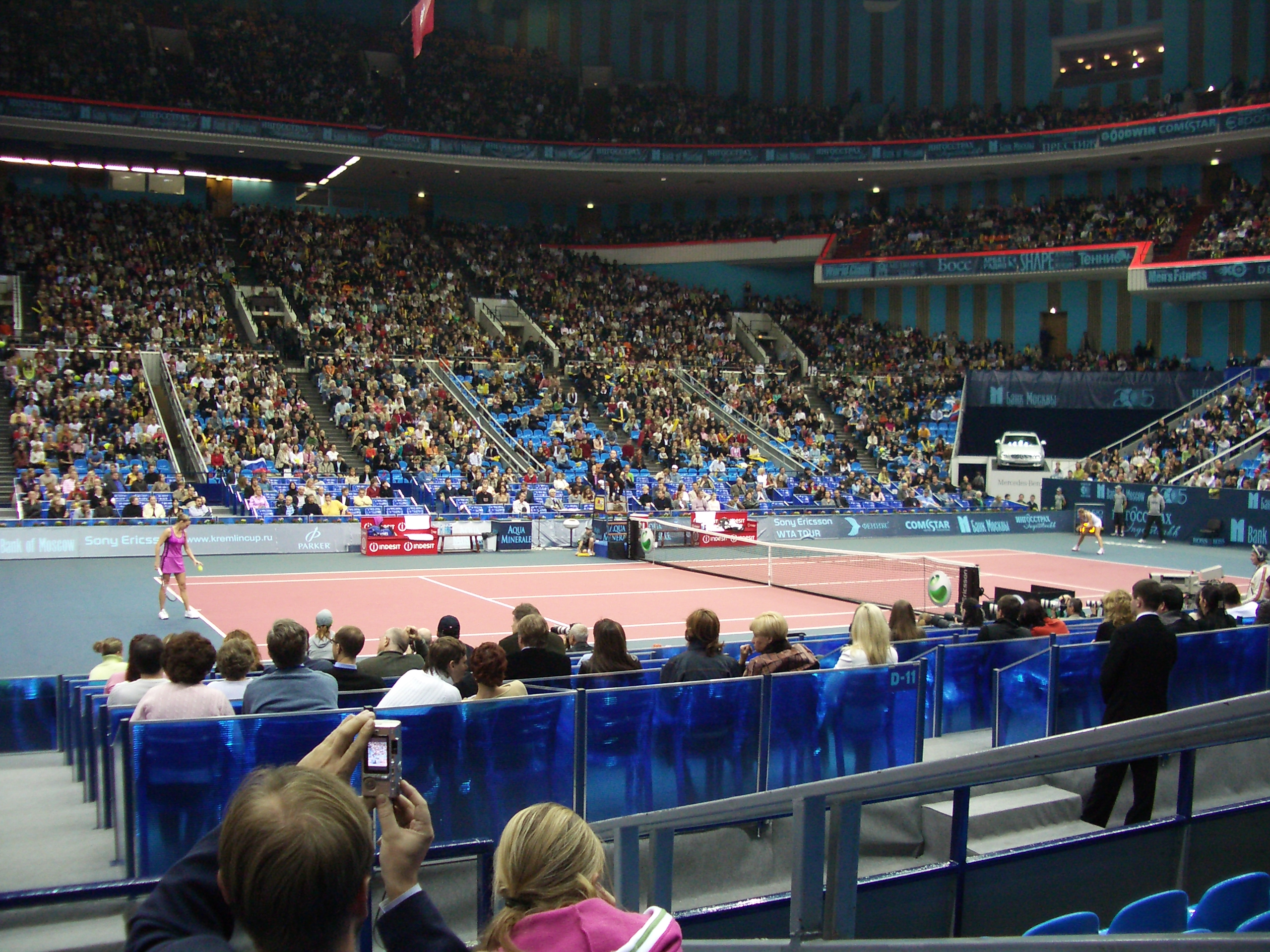
Корт с ковровым покрытием

Корты с ковровыми покрытиями представляют собой твёрдую основу с уложенным поверх неё синтетическим ковром. Характеристики отскока мяча могут отличаться в зависимости от толщины, структуры и материала, из которого изготовлен ковёр. Поскольку поверхность получается мягче, чем у кортов с твёрдым покрытием, то и скорость игры на них несколько ниже. Такие корты, чаще всего, строят внутри помещений, но существуют также корты с искусственной травой, которые могут использоваться как внутри помещений, так и на открытом воздухе.
На ковровом покрытии проводятся матчи, например, Кубка Кремля.

### Другие типы покрытий
Существуют и другие виды поверхностей теннисных кортов, например асфальтные, деревянные или резиновые покрытия, но на официальных уровнях матчи на них не проводятся.